# 聖パウロの回心 (カラヴァッジョ、オデスカルキ・コレクション)
『聖パウロの回心』（せいパウロのかいしん、伊: Conversione di san Paolo、英: The Conversion of Saint Paul）は、17世紀イタリア・バロック期の巨匠ミケランジェロ・メリージ・ダ・カラヴァッジョが1600-1601年に糸杉板上に油彩で制作した絵画である。ローマのサンタ・マリア・デル・ポポロ聖堂のチェラージ礼拝堂のためにカラヴァッジョが描いた2点の絵画のうちの1点であるが、撤去され、第2ヴァージョンの『聖パウロの回心』に置き換えられた。現在、ローマのオデスカルキ (Odescalchi) ・コレクションにある。

## 委嘱
ティベリオ・チェラージ (1544-1601年) はローマ生まれの法律家で大学の学長にも選ばれた優れた人物であり、カラヴァッジョと契約した当時はローマ教皇庁会計院のトップである財務長官の要職についていた。肝臓の病で苦しんだ彼は1598年に遺書を書き、1601年5月に療養先フラスカーティの別荘で世を去った。

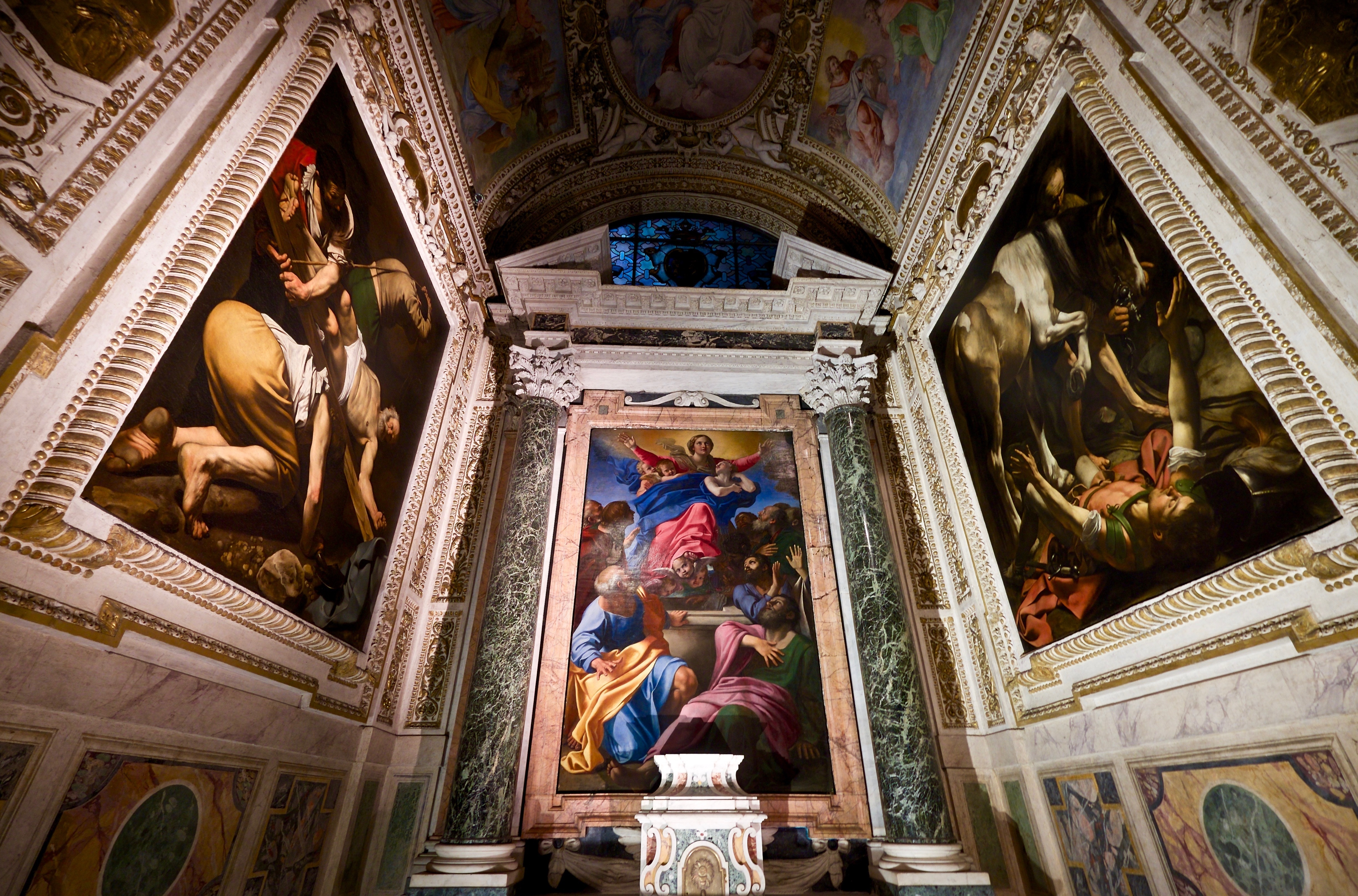
チェラージ礼拝堂内部。中央はカラッチの『聖母被昇天』、左はカラヴァッジョの『聖ペテロの磔刑』 (第2ヴァージョン)、右はカラヴァッジョの『聖パウロの回心』 (第2ヴァージョン)

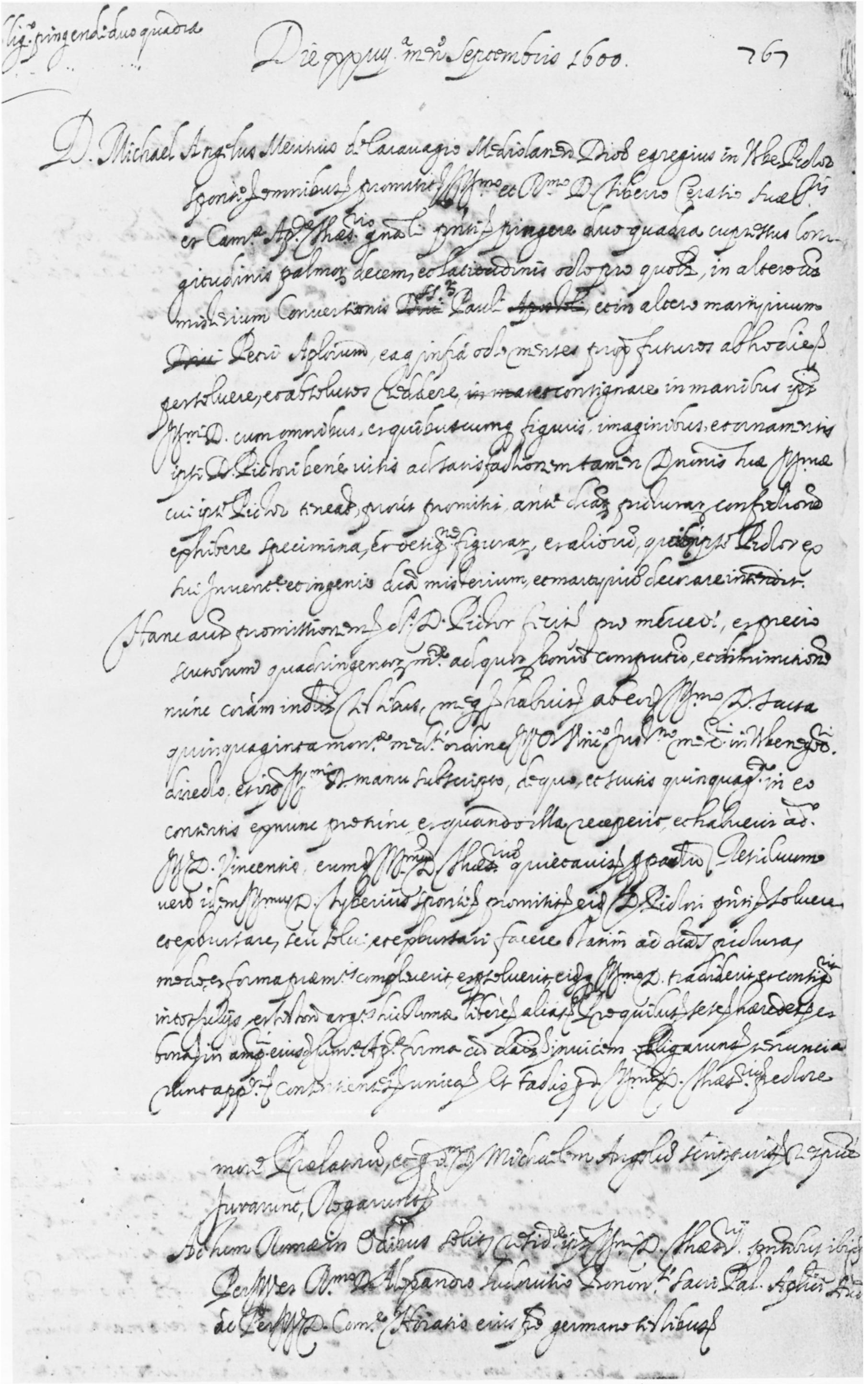
カラヴァッジョとチェラージの間で取り交わされた契約書のコピー

前年の7月にチェラージは自身の墓所にするつもりで、サンタ・マリア・デル・ポポロ聖堂の礼拝堂の権利を入手し、死後の名声のために最も優れた美術家たちに礼拝堂の改築と装飾を依頼した。かくして、礼拝堂の改築・拡張はサン・ピエトロ大聖堂の主任建築家カルロ・マデルノに、中央の祭壇画『聖母被昇天』の制作と天井のフレスコ画の意匠はアンニーバレ・カラッチに、そして左右側壁の絵画『聖パウロの回心』と『聖ペテロの磔刑』はカラヴァッジョに依頼されたのである。
ちなみに、カラッチはカラヴァッジョに先立って祭壇画の委嘱を受け、左右側壁の絵画も本来はカラッチに委嘱されるはずであった。しかし、カラッチは仕えていたファルネーゼ家に呼ばれて、仕事を中断しなければならなくなったため、カラヴァッジョに側壁の絵画が依頼されることになったのである。この時点で、チェラージは礼拝堂を2人の非公式の競合の場としようとしたにちがいない。さらに、2人の若い天才画家が相対するこの空間では両者の優越が比較され、目の肥えたローマの人々の厳しい批評眼に晒されるのは必至だった。カラヴァッジョ自身も、かねてから一目置き、自身と同時期に大きな称賛と注目を集めていたカラッチにライヴァル意識を抱き、依頼された『聖パウロの回心』と『聖ペテロの磔刑』に意欲的に取り組んだはずである。
カラヴァッジョとチェラージの間で交わされた1600年9月24日の契約書では、糸杉の板に『聖パウロの回心』 (本作) と『聖ペテロの磔刑』を8か月以内に描くことなどが定められていた。しかし、現在、礼拝堂にある両作品は板ではなくキャンバスに描かれている。この理由について、画家兼著述家であったジョヴァンニ・バリオーネは以下のように伝えている。
「これらの絵は、初め異なった手法 (マニエラ) で描かれたが、注文主に気に入られなかったため、サンネジオ枢機卿がそれらを引き取った。そのあとに同じカラヴァッジョが、今日見るところのこれらの絵を油彩で描いたのである」。
ここで、バリオーネがいっている「手法」とは板絵のことだと思われる。フレスコ画の『ユピテル、ネプトゥヌスとプルート』 (ヴィッラ・ルドヴィーシ、ローマ) 以外、カラヴァッジョの作品はほとんどすべてキャンバスに油彩で描かれており、例外はチェラージ礼拝堂に最初に描かれたというヴァージョンと『ゴリアテの首を持つダヴィデ』 (美術史美術館、ウィーン) だけである。

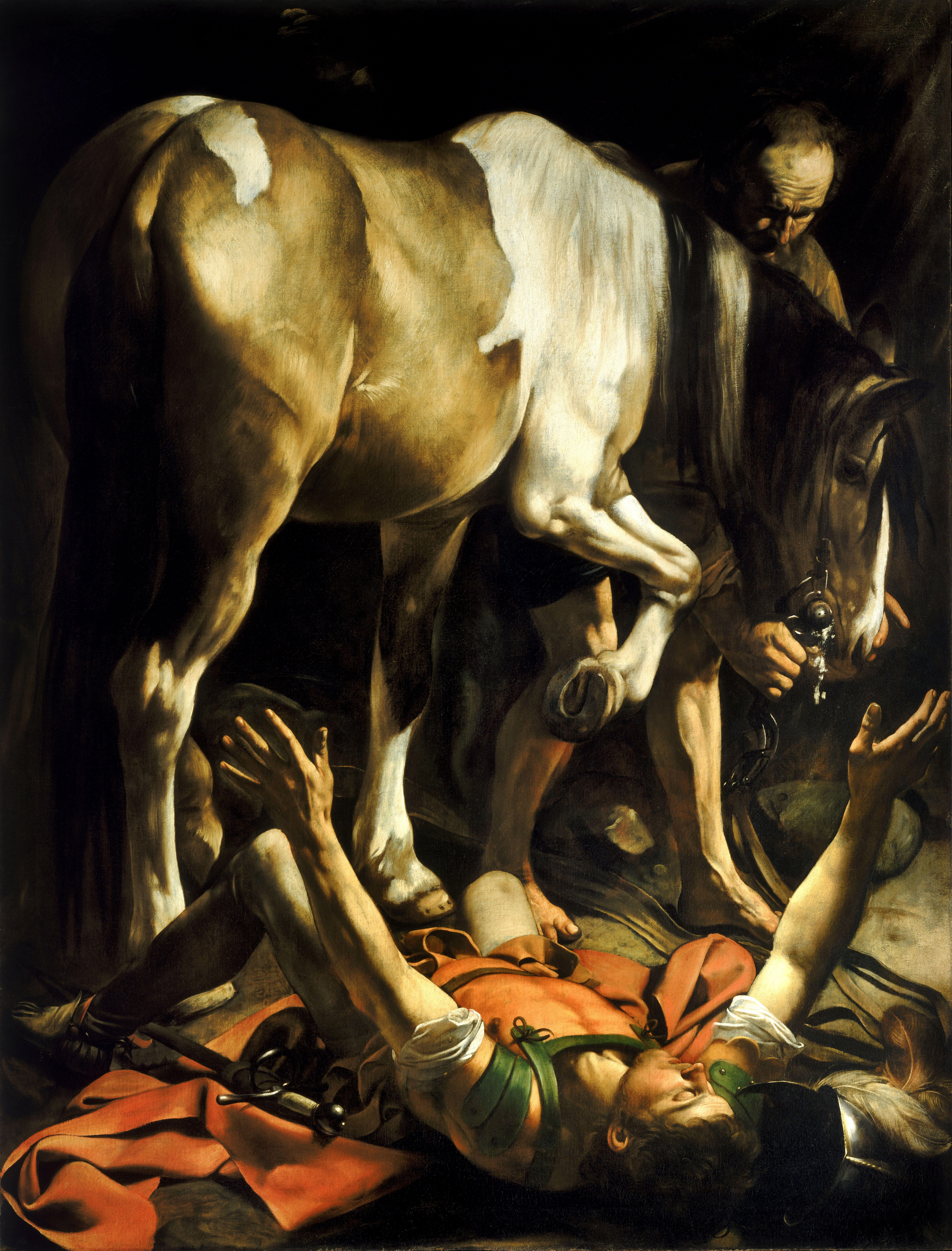
カラヴァッジョの『聖パウロの回心』 (第2ヴァージョン)、サンタ・マリア・デル・ポポロ聖堂 (チェラージ礼拝堂)、ローマ

カラヴァッジョが板に描き、ジャコモ・サンネジオ枢機卿が購入した『聖パウロの回心』と『聖ペテロの磔刑』の第1ヴァージョンはその後、行方不明となった。しかし、いったんスペインの貴族の手に渡ったことが判明しており、『聖パウロの回心』の第1ヴァージョンである本作はジェノヴァのバルビ家の所有を経て、1943年にローマのオデスカルキ (Odescalchi) ・コレクション中に発見された。その一方で、『聖ペテロの磔刑』の第1ヴァージョンは行方がわからない。
最近の研究では、『聖パウロの回心』と『聖ペテロの磔刑』の第1ヴァージョンはいったん礼拝堂内に設置されてから、かなりの期間そのままになっていた可能性がある。建具師への支払いが完了する1605年5月までの4年間のうちに、カラヴァッジョはそれらを現在見ることのできる第2ヴァージョンに置き換えた。なお、上述のバリオーネはカラヴァッジョのライヴァルであったため、その証言は割り引いて考える必要がある。「注文主 (チェラージ) に気に入られなかったため」ということ自体、考えられない。第1ヴァージョンは素描によって図像などがチェラージに了承されてから描かれた上、第1ヴァージョンが完成した時にチェラージはすでに世を去っていたからである。チェラージの死後、新たなカラヴァッジョの庇護者となったコンソラツィオーネ病院の同心会が描き直しを指示した可能性はある。しかし、第1ヴァージョンが撤去されたのは、画家の意思であったのかもしれない。

## 主題

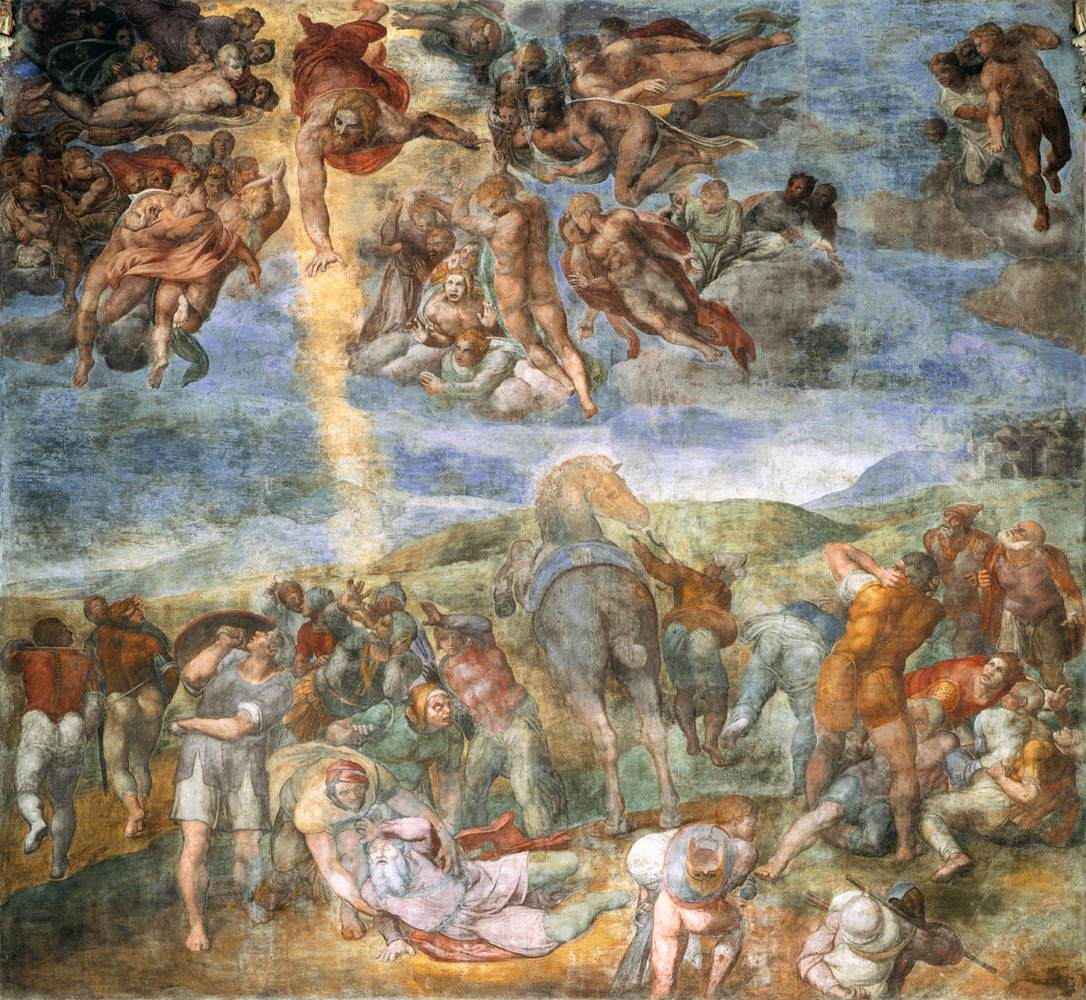
ミケランジェロ『聖パウロの回心 (ミケランジェロ)』 (1546-1550年)、パオリーナ礼拝堂、ヴァチカン宮殿

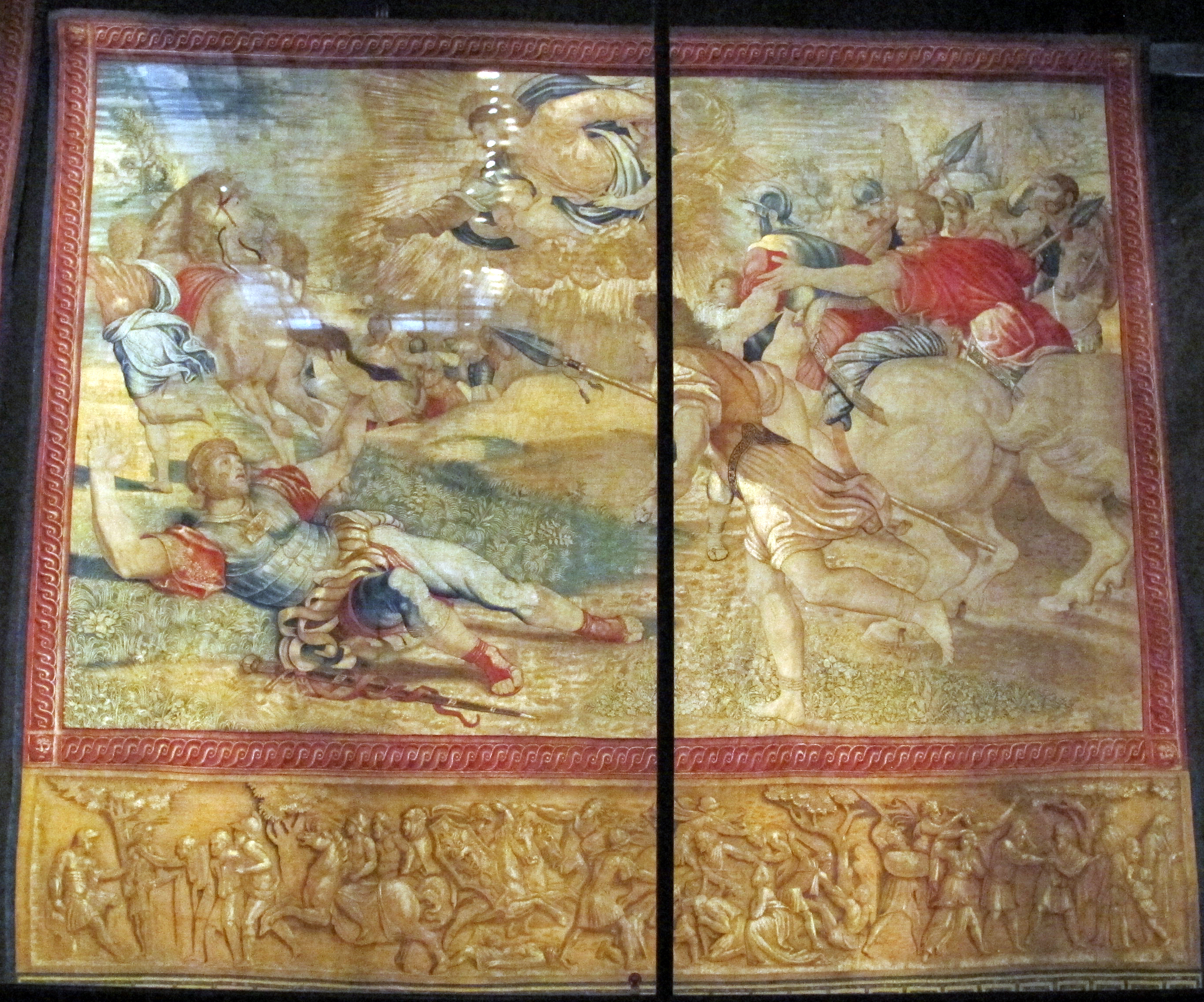
ラファエロの下絵にもとづくタペストリー『聖パウロの回心』、システィーナ礼拝堂 (ヴァチカン宮殿)、ローマ

主題の「聖パウロの回心」は「使徒行伝」 (9:1-9, 22:6-16, 26:12-18) に記述される逸話である。キリスト教徒迫害のためにダマスカスに向かっていたパウロ (サウロ) は天からの光を受けて落馬し、「サウロ、サウロ、なぜ私を迫害するのか」という声を聞く。立ち上がったパウロは何も見えなくなり、それから3日後にダマスカスで神に遣わされたアナニアという男によってふたたび目が見えるようになった。それをきっかけにパウロは回心し、「神の器」となって福音を広める。
キリスト教に敵対するパリサイ人パウロが改宗するこの奇跡はきわめて劇的であり、対抗宗教改革の時代に好んで絵画に描かれた。しかも、この回心後、キリスト教史上最大の宣教師となったパウロは回心と召命とを同時に経験したという点で、単なる異教徒の改宗以上の重要な意味を持っている。そのため、この主題には、神と天使たちが光によって異教徒の軍勢をなぎ倒すようなダイナミックな構成がふさわしかった。
実際、この主題を表した伝統的な図像では、落馬するパウロと、天に出現するイエス・キリスト、光に打たれて驚き慌てる周囲の人々とが組み合わされている。カラヴァッジョが意識したであろうミケランジェロのフレスコ画『聖パウロの回心 (ミケランジェロ)』 (パオリーナ礼拝堂、バチカン宮殿) にも光を放つキリストとそれを囲む天使たちが現れ、動揺する人々や逃げ出そうとする馬が画面にひしめいている。当初、『聖パオロの回心』を描くはずであったアンニーバレ・カラッチも絵画のための習作素描を残しているが、その素描でも落馬して驚いて両手を挙げるパオロが別の兵士に助け起こされる姿が描かれており、その発想はミケランジェロに近いものであった。

## 作品

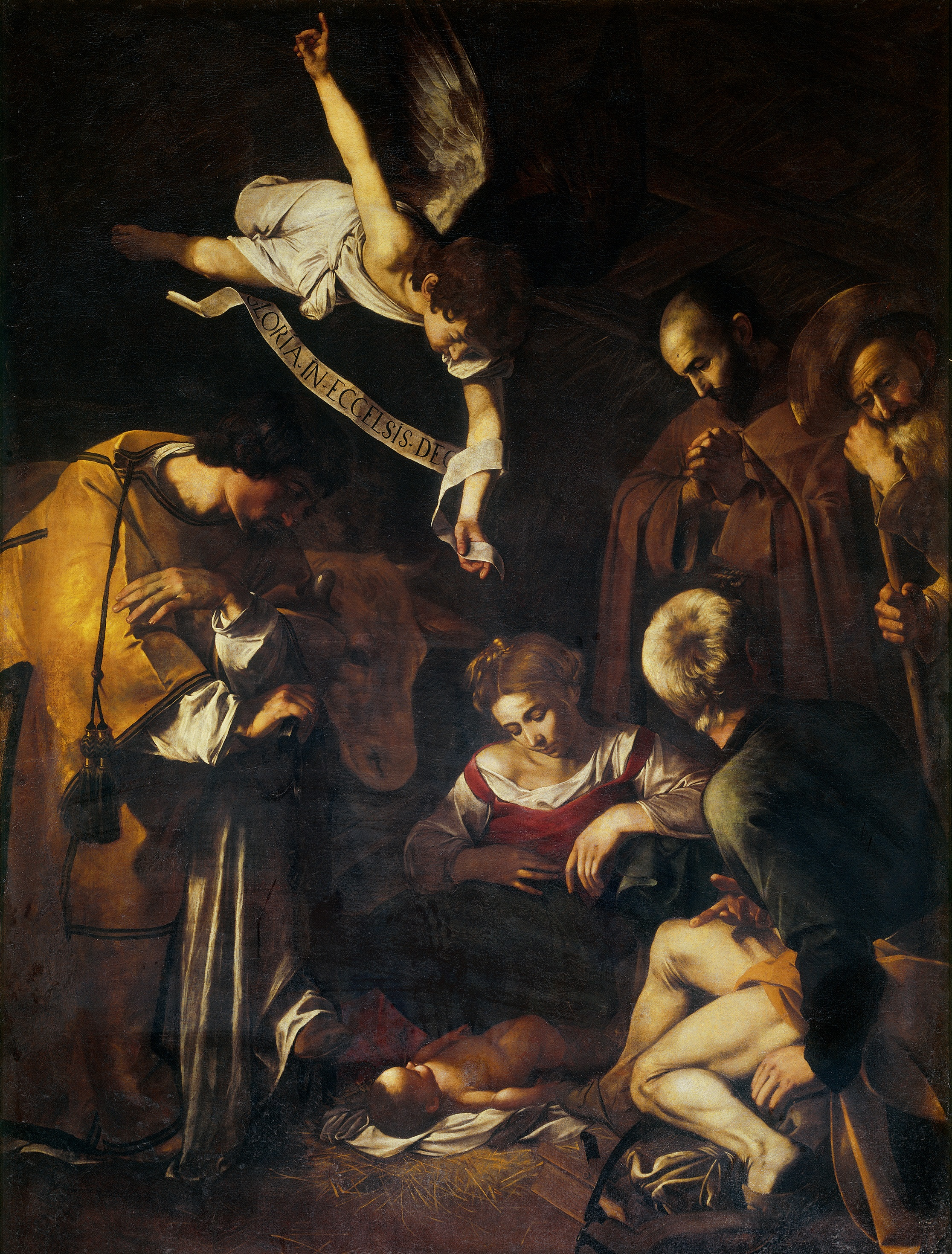
カラヴァッジョ『聖フランチェスコと聖ラウレンティウスのいるキリストの降誕』 (1609年)、現在行方不明

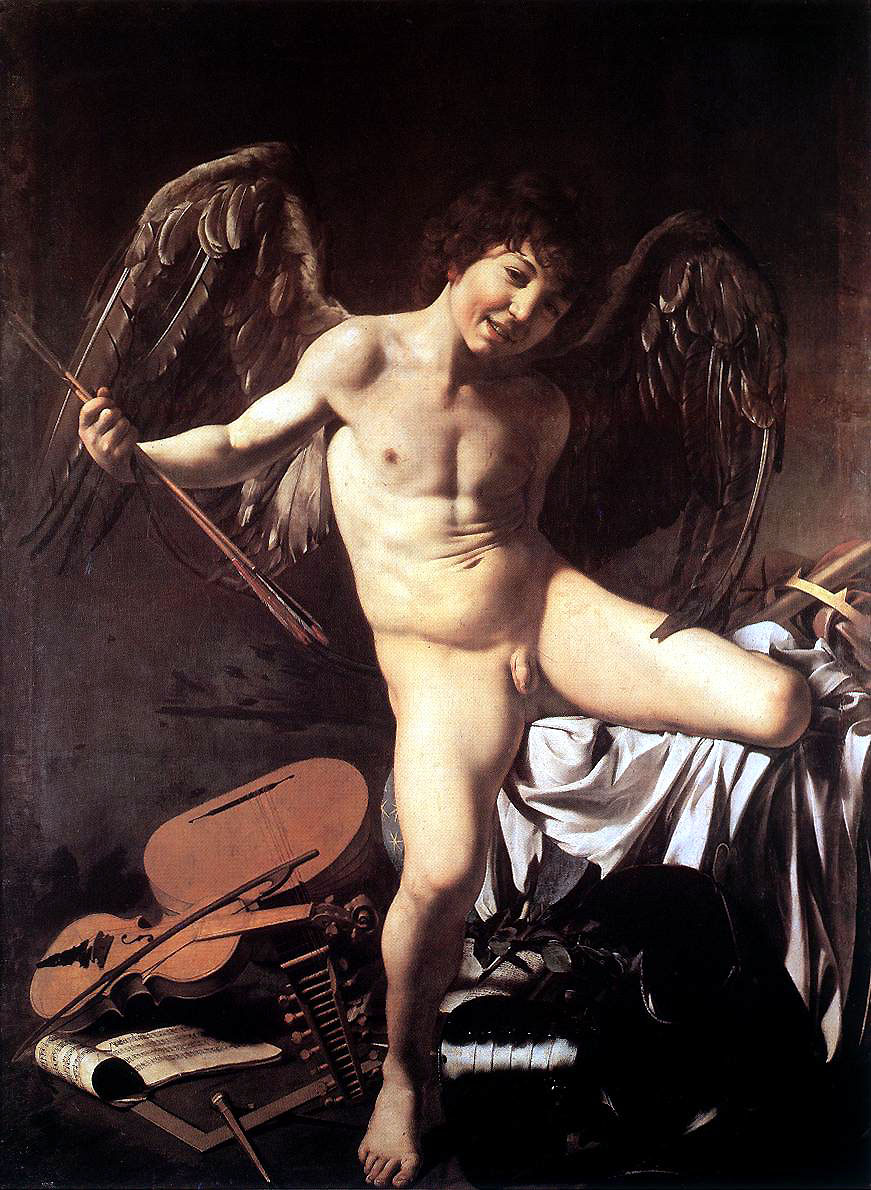
カラヴァッジョ『愛の勝利』 (1601-1602年)、絵画館 (ベルリン)

カラヴァッジョの本作とミケランジェロの作品は、人間の姿の神が現れ、光に打たれたパウロが地面に横たわるという基本構想、そしてパウロの姿勢や髭を蓄えた顔、丸い盾を持つ兵士や振り返る馬といったモティーフで共通している。しかし、本作は、同時にラファエロの下絵をもとに制作されたシスティーナ礼拝堂 (バチカン宮殿、ローマ) のタペストリーをも参照している。天使をともなう半身像の神、疾走しながら振り返る馬、パウロの衣装などに、ラファエロに触発された形跡が明らかに見て取れる。カラヴァッジョは、ミケランジェロとラファエロの同主題作を基礎に自身の図像を作り出したのである。

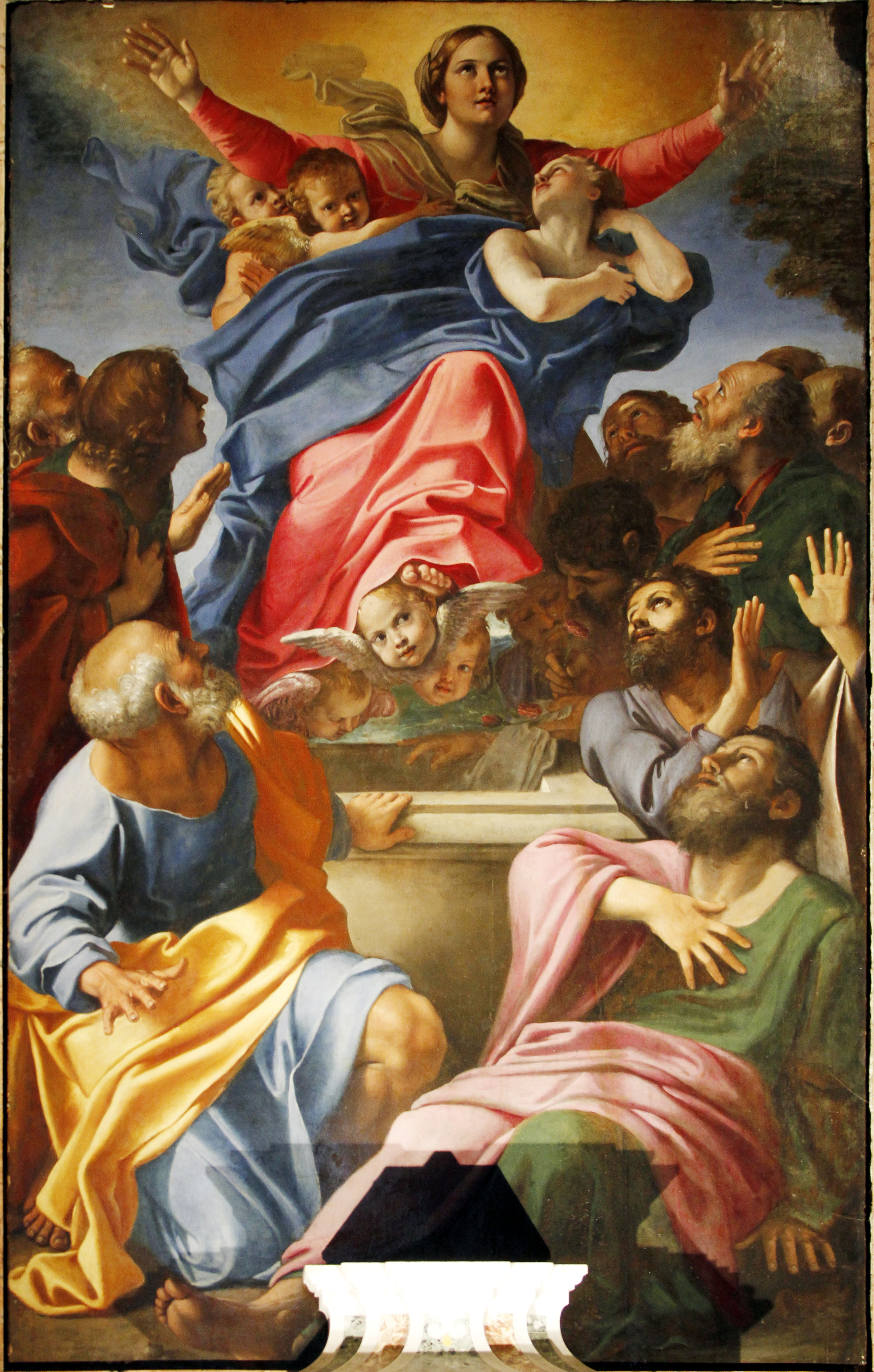
アンニーバレ・カラッチ『聖母被昇天』 (1600-1601年)、サンタ・マリア・デル・ポポロ聖堂 (チェラージ礼拝堂)

本作の人物像は、カラヴァッジョ自身のほかの作品の人物像との類似が指摘できる。キリストは、盗難のため現在行方不明となっている『聖フランチェスコと聖ラウレンティウスのいるキリストの降誕』 (サン・ロレンツォ祈禱所、パレルモ) の聖ラウレンティウス (左端) に、兵士は同作品右端の羊飼いに似ている。また、天使はベルリン絵画館の『愛の勝利』中のキューピッドやウフィツィ美術館 (フィレンツェ) の『イサクの犠牲』中のイサクを連想させる。一方、本作の背景の描写は、カラヴァッジョ初期の『エジプト逃避途上の休息』 (ドーリア・パンフィーリ美術館、ローマ) にも通じるものがある。
画面右上にはキリストと天使が顔をのぞかせ、落馬したパウロは目を覆っている。キリストは倒れたパウロに向かって手を差し出しているが、右側の槍を持った年配の兵士が盾で防御しようとしている。馬も振り向いて神と天使を見上げている。パウロには見えない神は、兵士や馬には目撃されているのである。すなわち、伝統的な図像と同じく、この奇跡は外在化され、客観的な出来事となっている。
この絵画の細部を見ると、質感描写や色彩は見事であり、カラヴァッジョが渾身の力を込めて描いたことがわかる。しかし、パウロより兵士のほうが浮き立つなど全体としては混乱が感じられ、散漫な印象を与える。さらに、ごちゃごちゃした構図にモティーフを過剰に詰め込んだことで、窮屈なものとなっている。一方、フレスコの歴史画で鍛え抜かれたカラッチの『聖母被昇天』は大勢の人物が的確な身振りで無駄なく主題を表現しており、カラヴァッジョの『聖パウロの回心』の第1ヴァージョンに優位を示す結果になった。ともかく、カラヴァッジョは作品のより高い完成度を求めて、『聖パウロの回心』をあえて大胆に描きなおすことを辞さなかったのである。